# Myotis stalkeri
Myotis stalkeri  (Thomas, 1910) è un pipistrello della famiglia dei Vespertilionidi endemico delle Isole Molucche.

## Descrizione

### Dimensioni
Pipistrello di medie dimensioni, con la lunghezza della testa e del corpo tra 49 e 73 mm, la lunghezza dell'avambraccio tra 48,6 e 51,3 mm, la lunghezza della coda tra 49,6 e 55,5, la lunghezza del piede tra 15 e 16 mm, la lunghezza delle orecchie tra 19,2 e 20,1 mm e un peso fino a 18 g.

### Aspetto
La pelliccia è molto soffice, fine e vellutata. Le parti dorsali sono bruno-grigiastre, con dei riflessi argentati e la base dei peli nerastra. La testa è più grigiastra. Le parti ventrali sono bianco-crema, con la base dei peli color ardesia. Le orecchie sono di dimensioni moderate. Il trago è lungo, stretto, appuntito e con un lobo basale ben distinto. Le membrane alari sono marroni chiare e attaccate posteriormente sulle caviglie. I piedi sono enormi, lunghi quasi come la tibia. La coda è lunga ed inclusa completamente nell'ampio uropatagio, mentre il calcar è lungo e sottile. Il cranio è grande. Il secondo premolare superiore è disposto fuori la linea alveolare.

## Biologia

### Comportamento
Si rifugia in grotte calcaree dove forma gruppi fino a 100 individui insieme ad altre 4-5 specie di pipistrelli. Dipende da specchi d'acqua.

### Alimentazione
Si nutre probabilmente di piccoli pesci ed altri vertebrati acquatici.

### Riproduzione
Una femmina catturata in luglio sull'isola di Kai Kecil aveva un piccolo. Sull'isola di Waigeo sono stati catturati maschi sessualmente attivi nel mese di giugno.

## Distribuzione e habitat
Questa specie è conosciuta soltanto sulle isole di Gebe, Waigeo, Batanta, Kai Kecil, nelle Isole Molucche.
Vive nelle foreste fino a 250 metri di altitudine.

## Conservazione
La IUCN Red List, considerata la mancanza di informazioni circa la popolazione, lo stato di conservazione e le eventuali minacce, classifica M.stalkeri come specie con dati insufficienti (DD).